# ويليام غاربوت
ويليام غاربوت (بالإنجليزية: William Garbutt)‏، من مواليد 9 يناير 1883 في هازل غروف في إنجلترا، وتوفي في 24 فبراير 1964، لاعب كرة قدم إنجليزي سابق، ومدرب كرة قدم إنجيلزي سابق.
بدأ مسيرته الكروية مع نادي ريدينغ في عام 1903 وحتى عام 1906، وفي عام 1906 انتقل إلى نادي وولوتش آرسنال، ولعب معهم حتى عام 1908، وشارك معهم في 52 مباراة وسجل 8 أهداف، وفي عام 1908 انتقل إلى نادي بلاكبيرن روفرز، ولعب معهم حتى عام 1911، وفي موسم 1911/1912 انتقل إلى نادي وولوتش آرسنال.
وقد بدأ مسيرته التدريبية مع جنوى في عام 1912، ودربهم حتى عام 1927، وفي عام 1927 انتقل تدريب روما ودربهم حتى عام 1929 وهو أول مدرب في تاريخ النادي، وفي عام 1929 انتقل إلى نابولي، ودربهم حتى عام 1935، وفي عام 1935 انتقل إلى تدريب نادي أثلتك بلباو، ودربهم حتى عام 1937، وفي عام 1937 انتقل إلى تدريب نادي إيه سي ميلان، وفي عام 1937 عاد إلى تدريب جنوى، ودربهم حتى عام 1940، وفي عام 1946 درب جنوى مرة أخرى وحتى عام 1948.